# Vĩnh Hùng
Vĩnh Hùng là một xã thuộc huyện Vĩnh Lộc, tỉnh Thanh Hóa, Việt Nam.

## Địa lý
Xã Vĩnh Hùng nằm bên tả ngạn sông Mã, ở giữa huyện Vĩnh Lộc, có vị trí địa lý:
- Phía đông giáp xã Minh Tân
- Phía tây giáp xã Vĩnh Hòa
- Phía nam giáp huyện Yên Định với ranh giới là sông Mã
- Phía bắc giáp huyện Thạch Thành.

Xã Vĩnh Hùng có diện tích tự nhiên 19,81 km², quy mô dân số năm 2022 là 8.285 người, mật độ dân số đạt 418 người/km². Các dân tộc chính sinh sống tại Vĩnh Hùng là Kinh và Mường; số lượng người Mường tại xã Vĩnh Hùng chiếm gần 14% dân số toàn xã và gần 60% tổng số người Mường của toàn huyện Vĩnh Lộc vào năm 2019.
Xã Vĩnh Hùng là một trong bốn xã miền xuôi của huyện Vĩnh Lộc, bao gồm Vĩnh Hùng, Minh Tân, Vĩnh Thịnh và Vĩnh An. Vĩnh Hùng có ngọn núi Mông Cù thuộc dãy Hùng Lĩnh cao nhất khu vực đồng bằng và trung du Thanh Hóa. Có đồng chiêm trũng bao la với nguồn thủy sản phong phú đặc biệt là cà cuống, tép riu để làm mắm tép ngon nổi tiếng rất được người dân ưa thích.

## Lịch sử
Theo tài liệu của Viễn Đông Bác Cổ thì xã Vĩnh Hùng đã có người sinh sống cách đây trên 7.000 năm trong địa bàn xã còn khai quật được nhiều cổ vật trong đó có cả trống đồng Đông Sơn.
Xã Vĩnh Hùng với trung tâm là làng Bồng Thượng hay còn gọi là Biện Thượng là ngôi làng cổ có tên từ thời Bắc thuộc,làng nằm ven sông Mã hùng vĩ gối đầu vào núi Báo với thế Rồng cuộn Hổ ngồi,dân gian vẫn còn truyền tụng câu sấm về làng Bồng Thượng:
"Mạch tòng Hùng Lĩnh trung linh khí
Thế xuất khanh hầu tráng đế vương."
Vĩnh Hùng là vùng đất địa linh nhân kiệt sản sinh ra nhiều danh nhân cho đất nước như Bác Đô Vương Trịnh Ra thời nhà Đường, Minh Khang Thái Vương Trịnh Kiểm và 12 đời chúa Trịnh, Thái tể Hoàng Đình Ái, Tiến sĩ Trịnh Khắc Tụy, Tiến sĩ Lê Đăng Phụ, Trạng nguyên Trịnh Tuệ, Nữ học giả/Chính cung Hoàng Hậu Trịnh Thị Ngọc Trúc, Đường công Lê Quang Lộc, Quận công Hoàng Đình Phùng, Quận Công Hoàng Đình Thái...
Ngày 5 tháng 7 năm 1977, huyện Thạch Thành sáp nhập với huyện Vĩnh Lộc thành huyện Vĩnh Thạch, xã Vĩnh Hùng thuộc huyện Vĩnh Thạch. Đến ngày 30 tháng 8 năm 1982, xã trở lại trực thuộc huyện Vĩnh Thạch vừa tái lập.
Năm 2018, xã Vĩnh Hùng có 13 thôn. Ngày 11 tháng 7 cùng năm, Hội đồng nhân dân tỉnh Thanh Hóa khóa XVII thông qua Nghị quyết về việc sắp xếp thôn, tổ dân phố trên địa bàn tỉnh. Theo đó, sáp nhập thôn Đông và thôn Thẳng thành thôn Đông Thẳng, xã Vĩnh Hùng còn 12 thôn.
Ngày 26 tháng 1 năm 2025, Chủ tịch Ủy ban nhân dân tỉnh Thanh Hóa ban hành Quyết định số 323/QĐ-UBND về việc công nhận đô thị Bồng (gồm toàn bộ các xã Minh Tân, Vĩnh Hùng) đạt tiêu chí đô thị loại V.

## Hành chính
Xã Vĩnh Hùng được chia thành 12 thôn: Đông Thẳng, Đồng Mực, Sóc Sơn 1, Sóc Sơn 2, Sóc Sơn 3, Việt Yên, Xóm Bình, Xóm Đoài, Xóm Hát, Xóm Mới, Xóm Nam.

## Di tích lịch sử
Xã Vĩnh Hùng hiện nay có nhiều di tích lịch sử nổi tiếng được xếp hạng cấp quốc gia như Nghè Vẹt thờ Trịnh Ra và 12 Đời chúa Trịnh tại ngõ Ải xóm Đoài, phủ Chúa Trịnh tại xóm Thẳng, đền thờ Thái tể Hoàng Đình Ái ở xóm Đông. Ngoài ra còn có các di tích lịch sử cấp tỉnh như đền thờ Quận công Hoàng Đình Phùng,Đường công Lê Quang Lộc,chùa cổ Báo Ân. Trong xã hiện nay có các lễ hội đặc sắc như ngày giỗ Minh Khang Thái Vương Trịnh Kiểm vào ngày 18 tháng 2 âm lịch con cháu họ Trịnh, người dân trong xã và khách thập phương vẫn đến cúng bái, hương khói.Ngày lễ Kị thần ngày 14 tháng 11 âm lịch tại Nghè Vẹt.Đặc biệt là lễ hội rước nước tại chùa Báo Ân trong ba ngày 27,28,29 tháng 2 âm lịch với những chiếc thuyền rồng cùng những làn chèo,điệu hò sông Mã bơi trên dòng sông Mã... tăng ni phật tử cùng nhân dân trong xã rước nước tại bến sông trước chùa về tắm cho tượng Phật,đến đêm ngày 28 còn có lễ hội hoa đăng thả đèn hoa sen rực sáng cả một khúc sông.

## Đặc sản
Đặc sản của Vĩnh Hùng nổi tiếng nhất là sâm Báo được mệnh danh là Đại Việt đệ nhất danh sâm chuyên để tiến vua,chúa.Ngoài ra còn có những đặc sản khác như nem thính,bánh lá(bánh răng bừa) bánh mật,bánh khoái, dê núi,cá bớp và cua núi khe Chân Chó,mắm tép,mía đen xóm Mới,sắn núi Mắt Voi,củ từ Trại Chùa,rau Sóc Sơn là những sản vật được đánh giá là ngon vào loại hạng nhất nhì xứ Thanh.